# Ivan Nepomuk Karlo, knez Lihtenštajna
Ivan Nepomuk Karlo, knez Lihtenštajna (6. srpnja 1724. – Wischau, 22. prosinca 1748.), sedmi knez Lihtenštajna.

## Životopis
Kada je njegov otac umro imao je samo osam godina pa je Josip Wenzel vladao u njegovo ime kao regent. Godine 1745. je preuzeo vlast u Lihtenštajnu. Njegovu vladavinu karakterizira loš ekonomski uspjeh. Unatoč očitoj nesposobnosti primio je dužnost kraljevskog mađarskog i kraljevskog češkog rizničara.
Umro je 1748. godine u Wischauu s 24 godine.

## Brak i potomstvo
Dana 19. ožujka 1744. u Beču, oženio se za rođakinju Mariju Josipu od Harrach-Rohraua, s kojom je imao troje djece:
- Princeza Marija Ana
- Princ Josip Ivan Nepomuk Ksaver Gotard Adam Franjo de Paula Fridrik
- Princeza Marija Antonija Josipa Terezija Walburga

## Vanjske poveznice

### Mrežna sjedišta
- (engl.) Životopis na stranicama Kneževske obitelji Liechtenstein

### Sestrinski projekti
|  | Zajednički poslužitelj ima još gradiva o temi Ivan Nepomuk Karlo, knez Lihtenštajna |